# Église Sainte-Germaine de Cachan
L'église Sainte-Germaine de Cachan  est une église paroissiale située dans la commune de Cachan, au 38 avenue Dumotel. Elle est dédiée à sainte Germaine de Pibrac.
C'est la première église de la commune (la paroisse avait été érigée en 1931), et fut construite dans le cadre de l'Œuvre des Chantiers du Cardinal. La première pierre est posée le 19 octobre 1929 et les travaux sont achevés en 1934.

## Historique
Jusqu'à l'érection de Cachan en commune en 1923, il n'y avait pas d'église paroissiale sur place. Le terrain fut donné en 1928 et la construction, sous la conduite de l'architecte Julien Barbier, commença par le presbytère et la salle paroissiale.
La nef et le chœur furent édifiés en 1929, le clocher en 1932, enfin la façade en 1934, son programme iconographique ayant été modifié par rapport au projet originel par souci d'économie. Le programme de décor intérieur ne fut jamais achevé.

## Description
Cette église est curieusement orientée à l'ouest. Elle est construite en béton armé avec un parement en moellon calcaire, sa charpente est métallique et l'encadrement des baies en béton moulé. Les fonts baptismaux sont hors-œuvre, accolés au clocher, lui-même situé sur la première travée du bas-côté sud. Son toit à longs pans se termine par un pignon découvert sur la façade et une croupe sur le chœur.
Elle est surmontée d'une girouette en forme de coq réalisée par le sculpteur animalier François Pompon.
Les vitraux sont de style contemporains. L'un d'eux, placé au centre de la rosace de la façade, représente le Saint-Esprit.